# کیران مودرا
کیران مودرا (انگلیسی: Kieran Modra؛ زادهٔ ۲۷ مارس ۱۹۷۲ - درگذشته ۱۳ نوامبر ۲۰۱۹) دوچرخه‌سوار و شناگر اهل استرالیا بود که در مسابقات کشوری و بین‌المللی در مجموع برندهٔ ۱۱ مدال طلا، ۴ مدال نقره، ۵ مدال برنز شده‌است.